# Zamarada psi
Zamarada psi là một loài bướm đêm trong họ Geometridae.